# Arno Steinwider
Arno Steinwider (* 3. Juli 1968 in Graz) ist ein österreichischer Flötist. Er ist als Dekan der Musik und Kunst Privatuniversität der Stadt Wien (MUK) tätig.

## Leben und Wirken

### Ausbildung
Nach seiner Ausbildung am Johann-Joseph-Fux-Konservatorium von 1981 bis 1986 und an der Kunstuniversität Graz von 1986 bis 1992, vervollständigte Steinwider von 1992 bis 1993 sein Flötenstudium bei Wolfgang Schulz an der Universität für Musik und darstellende Kunst Wien. Zusätzlich erhielt er von 1983 bis 1985 Kompositionsunterricht bei Hans Werner Henze in Rom, Aufführungen u. a. beim Steirischen Herbst. Außerdem war Steinwider Stipendiat der Europäischen Musikakademie in Bonn, erhielt einen Würdigungspreis des österreichischen Bundesministeriums für Bildung, Wissenschaft und Forschung und war Preisträger der Musikwettbewerbe von Cremolino und Sterzing.

### Künstlerische Tätigkeiten
Inspiriert durch die Begegnung mit seinem Lehrer und Mentor Hans Werner Henze, widmete sich Steinwider früh der zeitgenössischen Musik. Es folgten Auftritte als Solist im Wiener Konzerthaus, im Smetanasaal des Obecní Dům in Prag, bei den Internationalen Ferienkursen für Neue Musik in Darmstadt, bei der Music Biennale Zagreb, beim European Flute Festival Frankfurt und beim ORF Musikprotokoll im Rahmen des Steirischen Herbstes. Seine vielfältige Tätigkeit im Bereich der Neuen Musik führte zur Zusammenarbeit mit Komponisten wie Vinko Globokar, Peter Herbert, Klaus Huber, Gerd Kühr, Isabel Mundry, Olga Neuwirth und Isang Yun. Von 2018 bis 2019 war Steinwider Leiter des Festivals Musikforum Viktring in Klagenfurt am Wörthersee. 2022 initiierte er den Musikwettbewerb Gottfried-von-Einem-Preis für Musikstudierende österreichischer Musikuniversitäten und übernahm die künstlerische Leitung der Festspiele Taggenbrunn.

### Lehre und Vermittlung
Nach drei Jahren Lehrtätigkeit an der Universität für Musik und darstellende Kunst Graz von 2004 bis 2007, wurde Steinwider als Professor an die Musik und Kunst Privatuniversität der Stadt Wien (MUK) berufen, an welcher er auch die Position des Studiengangsleiters für Blasinstrumente und Schlagwerk und seit 2016 jene des Studiengangskoordinators für Instrumental- und Gesangspädagogik (IGP) innehat. Seit 2023 fungiert er als Dekan der Fakultät Musik.
Gastkurse und Vorträge führten Steinwider an die Universität Mozarteum Salzburg, an die musikpädagogische Fakultät der Universität Maribor, an die Hochschule für Musik und darstellende Kunst Frankfurt, das National University College of Music, an die CMA-Carinthische Musikakademie Ossiach, an das Johann-Joseph-Fux-Konservatorium Graz oder an die Latvian Academy of Music.
Seit seiner Tätigkeit beim Projekt Klangnetze 1997 fungiert Steinwider als Leiter von Projekten zur Vermittlung zeitgenössischer Musik und deren Didaktik in ganz Österreich.
Publikationen von Steinwider als Herausgeber im Bereich der zeitgenössischen Musik und deren Vermittlung sind bei den Musikverlagen Ricordi München und Doblinger in Wien erschienen.